# Торібіо Рохас
Торібіо Рохас Гамбоа (ісп. Toribio Rojas Gamboa; нар. 14 лютого 1945) — костариканський футболіст, що грав на позиції півзахисника. Відомий за виступами в клубах «Алахуеленсе» і «Рамоненсе», а також у складі національної збірної Коста-Рики. Після закінчення виступів на футбольних полях — костариканський футбольний тренер, відомий за роботою в низці костариканських і пуерториканських клубах, а також у збірних Коста-Рики і Пуерто-Рико.

## Футбольна кар'єра
Торібіо Рохас розпочав виступи на футбольних полях у клубі «Алахуеленсе», пізніше грав до кінця кар'єри футболіста у клубі «Рамоненсе». Також Рохас грав у складі національної збірної Коста-Рики.
Невдовзі після закінчення виступів на футбольних полях Торібіо Рохас очолив тренерський штаб свого колишнього клубу «Рамоненсе». Пізніше очолював тренерський штаб костариканських клубів «Пунтаренас» і «Сан-Карлос». У 1994—1995 роках Рохас очолював тренерський штаб збірної Коста-Рики, але був звільнений після невдалих виступів. У 1996—1997 роках Торібіо Рохас очолював футбольні клуби «Гуанакастека», «Кармеліта» і «Перес Селедон».
У 1998 році Торібіо Рохас перебрався на Пуерто-Рико, де в 1998—1999 роках очолював місцевий клуб «Фрайгомар». У 2002—2003 роках костариканський тренер очолював збірну Пуерто-Рико, а в 2003 році футбольний клуб «Баямон». У 2006—2007 роках Рохас тренував клуб «Пуерто-Рико Айлендерс».